# Isacco della Stella
Isacco della Stella (Inghilterra, 1100 – Stella, 1169) è stato un monaco cristiano, teologo e filosofo inglese, venerato come beato dalla Chiesa cattolicaTemplate:Come riportato sul salterio per la liturgia delle ore.
Monaco cistercense a Citeaux dal 1145 e abate di Stella dal 1169, fu autore di un'Epistula de anima (1162) indirizzata ad Alchero di Chiaravalle.